# Centralny Zarząd Państwowych Ośrodków Maszynowych
Centralny Zarząd Państwowych Ośrodków Maszynowych – jednostka organizacyjna Ministerstwa Rolnictwa i Reform Rolnych, powołana w celu organizowania oraz koordynowania, nadzorowania, kontrolowania i sprawowanie ogólnego kierownictwa nad działalności gospodarczą Państwowych Ośrodków Maszynowych.

## Powołanie Zarządu
Na podstawie zarządzenia Ministra Rolnictwa i Reform Rolnych z 1949 r. w sprawie utworzenia Centralnego Zarządu Państwowych Ośrodków Maszynowych ustanowiono Zarząd. Zarządzenie powstało w porozumieniu z Przewodniczącym Państwowej Komisji Planowania Gospodarczego i Ministrem Skarbu. Powołanie Zarządu pozostawało w ścisłym związku z dekretem z 1947 r. o tworzeniu przedsiębiorstw państwowych.
Nadzór państwowy nad Zarządem sprawował Minister Rolnictwa i Reform Rolnych.

## Powstanie Zarządu
Centralny Zarząd Państwowych Ośrodków Maszynowych powstał jako przedsiębiorstwo państwowe, prowadzone w ramach narodowych planów gospodarczych oraz według zasad gospodarki handlowej.

## Przedmiot działalności Zarządu
Przedmiotem działalności Zarządu było organizowanie oraz koordynowanie, nadzorowanie, kontrolowanie i ogólne kierownictwo działalności gospodarczej Państwowych Ośrodków Maszynowych.
Zarząd mógł prowadzić ośrodki maszynowe w okresie przejściowym do czasu powołania przedsiębiorstw państwowych – Państwowe Ośrodki Maszynowe, których zadaniem było:
- obsługiwanie spółdzielni produkcyjnych w zakresie mechanicznej uprawy roli i naprawy sprzętu technicznego,
- obsługiwanie gospodarstw państwowych położonych w zasięgu działania Państwowych Ośrodków Maszynowych,
- grupy rolników mało i średniorolnych.

## Rada Nadzoru Społecznego
Przy Zarządzie powołana była Rada Nadzoru Społecznego, której zakres działania, sposób powoływania i odwoływania jej członków, organizację i sposób wykonywania powierzonych czynności określi rozporządzenie Rady Ministrów.
Rada Nadzoru Społecznego miała charakter niezależnego organu nadzorczego, kontrolnego oraz opiniodawczego, podlegającego w swej działalności nadzorowi Prezydium Krajowej Rady Narodowej.

## Kierowanie Zarządem
Organem zarządzającym Zarządu była dyrekcja, powoływana i zwalniana przez Ministra Rolnictwa i Reform Rolnych i składająca się z dyrektora naczelnego, reprezentującego dyrekcję samodzielnie oraz z podległych dyrektorowi naczelnemu czterech dyrektorów.
Do ważności zobowiązań, zaciąganych przez Zarząd, wymagane było współdziałanie, zgodnie z uprawnieniami, przewidzianymi w statucie:
- dwóch członków dyrekcji łącznie,
- jednego członka dyrekcji łącznie z pełnomocnikiem handlowym w granicach jego pełnomocnictwa,
- dwóch pełnomocników handlowych łącznie w granicach ich pełnomocnictw.

## Uprawnienia Ministra Rolnictwa i Reform Rolnych
Minister Rolnictwa i Reform Rolnych zatwierdzał sprawy dotyczące:
- regulaminu w zakresie struktury i podziału czynności,
- otwierania, dzielenia, łączenia lub zwijania poszczególnych jednostek organizacyjnych i zakładów pracy,
- ustanowienia pełnomocników handlowych podlegających wpisaniu do rejestru handlowego,
- warunków i zakresu działania projektowanych układów zbiorowych pracy.